# Can Lleonart (Arbúcies)
Can Lleonart és una casa d'Arbúcies (Selva) inclosa a l'Inventari del Patrimoni Arquitectònic de Catalunya.

## Descripció
Can Lleonart està situat al mig del nucli urbà, molt a prop de la plaça de la vila i l'església parroquial. És un edifici cantoner entre el carrer del Damunt i el carrer Major. És de planta rectangular, coberta a quatre vessants amb caiguda a la façana i tres plantes.
L'entrada principal és d'arc rebaixat de pedra, mentre que la resta d'obertures són rectangulars, envoltades també amb pedra i motllurades. A la façana, les finestres de la planta baixa són protegides per una reixa de ferro, al primer pis hi ha tres balconades i a la planta superior, presenten un guardapols que les emmarca. El vertex de la cantonada és de carreus ben tallats i en un d'ells, situat a l'altura del primer pis, hi ha la data de 1808, any en què es va fer una important reforma de l'antiga masia, deixant-la amb l'aspecte actual.
A la façana lateral esquerra que dona al carrer Major, hi ha diverses finestres, algunes protegides per reixes de ferro forjat i emmarcades també en pedra, però de totes elles cal destacar-ne una amb decoracions de relleus circulars en forma d'hèlix, esculpits a la pedra dels brancals. És des d'aquesta façana que es pot veure una ampliació de l'edifici a la part posterior, formant una galeria de dos pisos amb arcs de mig punt. La partet d'aquesta galeria és arrebossada i pintada de color salmó. Hi ha també una gran portalada d'arc rebaixat simple que dona accés al jardí, espai que antigament hi havia horts. És una porta situada en un mur coronat per una barana de ferro forjat que presenta decoracions geomètriques, en forma d'espirals.

## Història
El carrer on està situada la casa de Can Lleonart, és un carrer que es va anar ampliant a partir del segle xvi, unint-se al traçat del nucli antic de la sagrera prop de l'església parroquial i la Plaça de la Vila.